# ブレッキンリッジ郡 (ケンタッキー州)
ブレッキンリッジ郡（英: Breckinridge County）は、アメリカ合衆国ケンタッキー州の中央部北西に位置する郡である。2010年国勢調査での人口は20,059人であり、2000年の18,648人から7.6%増加した。郡庁所在地はハーディンズバーグ市（人口2,343人）であり、同郡で人口最大の都市でもある。ブレッキンリッジ郡は1799年に設立され、郡名はケンタッキー州検事総長、同下院議員、アメリカ合衆国上院議員、アメリカ合衆国司法長官を務めたジョン・ブレッキンリッジ（1760年-1806年）に因んで名付けられた。基本的にアルコール飲料の販売が禁止されている「ドライ郡」（禁酒郡）だが、2010年3月30日の住民投票でハーディンズバーグが「ウェット」となり、「モイスト郡」になった。ブレッキンリッジ郡から西のケンタッキー州は中部標準時を採用している。

## 歴史
ブレッキンリッジ郡は、1799年のケンタッキー州議会の立法によって、ハーディン郡から分離して設立された。しかし最初の郡政委員会が招集されたのは1800年になってからだった。
1816年、後にアメリカ合衆国大統領になるエイブラハム・リンカーンが7歳のとき、その父のトマス・リンカーンとその家族がハーディンズバーグで数週間を過ごし、現在ハーディンズバーグのケンタッキー州FFA指導者訓練キャンプになっている場所近くの小さな丸太小屋に入っていた。地元住民が彼らに牛乳用に牛を与えた。リンカーン一家はブレッキンリッジ郡を通って、クローバーポートからジェイコブ・ウェザーホルトが運行していた渡し船でケンタッキー州を離れオハイオ川を渡った。
南北戦争のとき、南軍の騎兵が、北軍が兵舎として使っていた郡庁舎を燃やしたが、郡の記録の大半は救われた。著名な南軍のゲリラだったスー・マンデイがアービントン近くで捕まり、問題の残った裁判の後で絞首刑に処された。現在その刑場はルイビル市中心街の歴史標識示されている。
19世紀、ビクトリアル炭鉱で初めて石炭が産出され、クローバーポートの港からイギリスまで石炭油が輸出された。イギリスではバッキンガム宮殿の照明用に使われた。
1943年から1949年までアメリカ合衆国最高裁判所判事を務めたワイリー・ブラウント・ラトリッジは、1894年にタースプリングスで生まれた。
1932年6月6日、ハーディンズバーグの公開の場でサム・ジェニングスが処刑された。これはアメリカ合衆国での公開の処刑として、最後から2番目のものになった。
1950年代、郡内南部境界近くにラフ川州立リゾート公園が開発された。
1958年、3代目の郡庁舎が火事になり、郡の記録のほぼ全部が焼失した。
ブレッキンリッジ郡高校が1965年と1995年のケンタッキー州高校運動協会の男子バスケットボール選手権で優勝した。
1984年に作られたブレッキンリッジ郡古文書館は、アメリカ合衆国史の中でも初めて州の予算で作られたものであり、系図学と歴史の研究のために優れた情報源として国内知られている。

## 地理
アメリカ合衆国国勢調査局に拠れば、郡域全面積は585.53平方マイル (1,516.5 km2)であり、このうち陸地572.41平方マイル (1,482.5 km2)、水域は13.12平方マイル (34.0 km2)で水域率は2.24%である。

### 隣接する郡
- ペリー郡 - 北西、オハイオ川の対岸
- ミード郡 - 北東
- ハーディン郡 - 東
- グレイソン郡 - 南
- オハイオ郡 - 南西
- ハンコック郡 - 西

## 人口動態
以下は2000年国勢調査による人口統計データである。
| 基礎データ - 人口: 18,648人 - 世帯数: 7,324 世帯 - 家族数: 5,309 家族 - 人口密度: 13人/km2（33人/mi2） - 住居数: 9,890軒 - 住居密度: 7軒/km2（17軒/mi2） 人種別人口構成 - 白人: 95.84% - アフリカン・アメリカン: 2.86% - ネイティブ・アメリカン: 0.23% - アジア人: 0.08% - 太平洋諸島系: 0.02% - その他の人種: 0.09% - 混血: 0.90% - ヒスパニック・ラテン系: 0.72% 年齢別人口構成 - 18歳未満: 24.9% - 18-24歳: 8.2% - 25-44歳: 26.7% - 45-64歳: 26.0% - 65歳以上: 14.2% - 年齢の中央値: 38歳 - 性比（女性100人あたり男性の人口） - 総人口: 98.6 - 18歳以上: 96.3 | 世帯と家族（対世帯数） - 18歳未満の子供がいる: 31.0% - 結婚・同居している夫婦: 59.6% - 未婚・離婚・死別女性が世帯主: 8.9% - 非家族世帯: 27.5% - 単身世帯: 24.6% - 65歳以上の老人1人暮らし: 11.6% - 平均構成人数 - 世帯: 2.51人 - 家族: 2.97人 収入と家計 - 収入の中央値 - 世帯: 30,554米ドル - 家族: 36,575米ドル - 性別 - 男性: 31,004米ドル - 女性: 19,371米ドル - 人口1人あたり収入: 15,402米ドル - 貧困線以下 - 対人口: 15.8% - 対家族数: 11.8% - 18歳未満: 16.6% - 65歳以上: 19.0% |

## 都市と町
| - ハーディンズバーグ - 郡庁所在地 - クローバーポート - アービントン - マックダニエルズ - マッカディ - ウェブスター | - ハーンド - カスター - ハイツラン - コンスタンティン - ガーフィールド |

## 教育
郡内の公共教育は下記2つの教育学区が管轄している。
- ブレッキンリッジ郡公共教育学区
- クローバーポート独立教育学区

### 図書館
ブレッキンリッジ郡公共図書館はハーディンズバーグのメインストリート南112にある。月曜日は朝8時半から午後7時半まで、火曜日から金曜日まで朝8時半から夕方4時半まで、土曜日は朝8時半からヒルの12時半まで開館している。

## 著名な出身者
- ジョセフ・ホルト、アメリカ合衆国陸軍法務総監、アメリカ合衆国郵政長官、アメリカ合衆国陸軍長官、アメリカ合衆国特許庁長官
- ジョン・A・マクラーナンド、北軍の将軍